# Wilhelm Werner (Politiker, 1912)
Wilhelm Werner (* 28. Oktober 1912 in Großenhain; † nach 1967) war ein deutscher Dekorationsmaler, Politiker und Volkskammerabgeordneter der DDR für die  DDR-Blockpartei National-Demokratische Partei Deutschlands (NDPD). 

## Leben
Werner war der Sohn eines Lokheizers. Nach dem Besuch der Volksschule nahm er 1927 eine dreijährige Lehre zum Dekorationsmaler auf. Danach war er als Maler tätig. Nach Ausbruch des Zweiten Weltkrieges wurde er zur Wehrmacht eingezogen. Gegen Ende des Krieges geriet er in Gefangenschaft. Nach seiner Rückkehr legte er 1945 die Prüfung als Malermeister ab und wurde 1947 Obermeister seiner Berufsgruppe. Er wurde Mitglied der PGH „Morgenrot“ in Großenhain und später Vorsitzender der Handwerkskammer des Bezirkes Dresden.

## Politik
Werner trat 1952 in die NDPD ein und wurde Mitglied des Kreisvorstandes Großenhain.
In den drei Wahlperioden von 1954 bis 1967 war er Mitglied der NDPD-Fraktion in der Volkskammer der DDR.